# 二見の大ムク

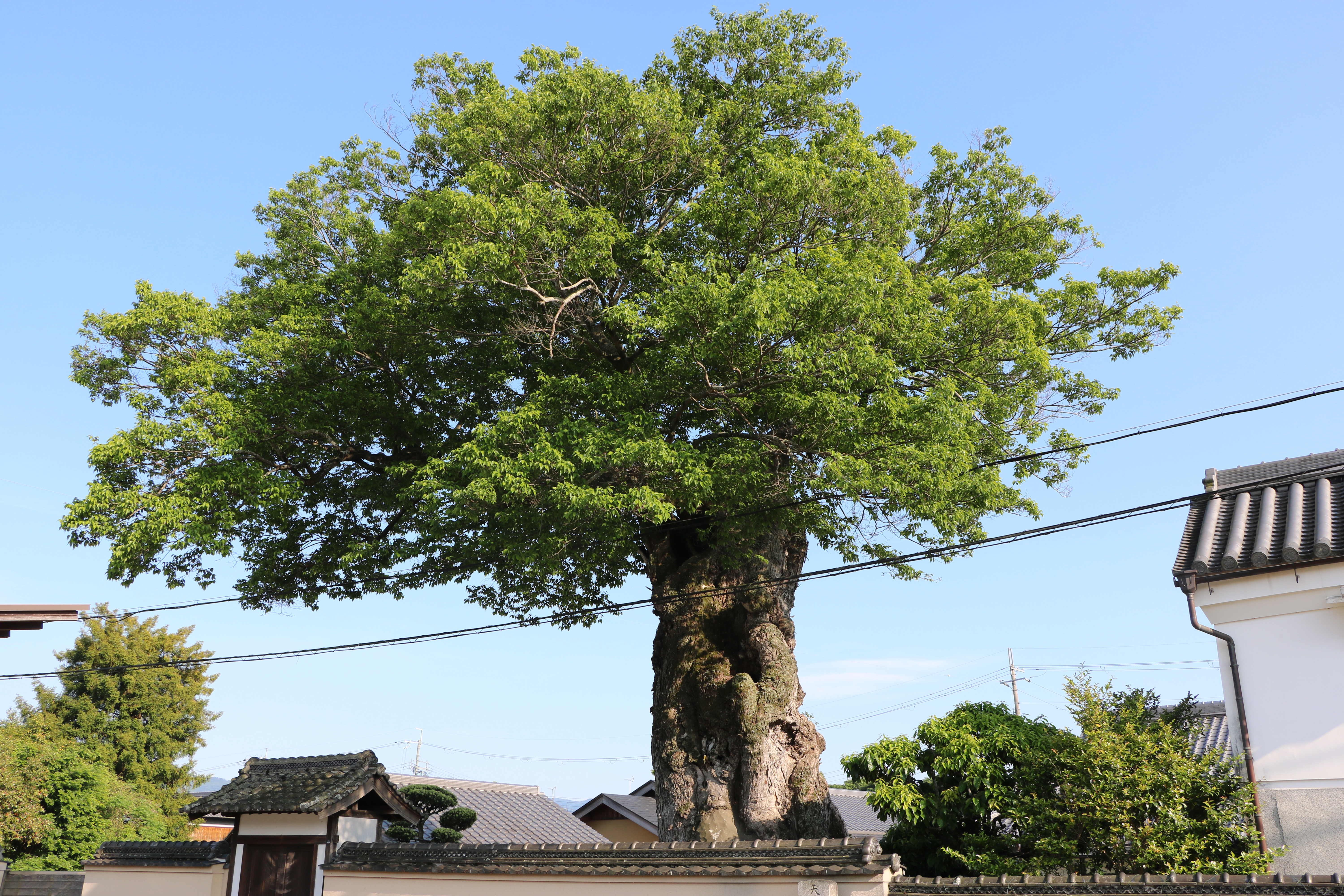
二見の大ムク。2023年5月10日撮影。

二見の大ムク（ふたみのおおムク）は、奈良県五條市二見4丁目にある足立家の庭に生育する国の天然記念物に指定されたムクノキの巨樹である。国の天然記念物に指定されたムクノキのうち、現存する2物件の1つであり、1990年（平成2年）に読売新聞社が選定した『新・日本名木百選』にも選ばれている。環境省が2000年（平成12年）に実施した巨樹・巨木林フォローアップ調査によれば、ムクノキとしては日本第4位の幹囲を持つ巨樹である。
ムクノキ（椋木、学名：Aphananthe aspera）はアサ科ムクノキ属の落葉高木で、日本・朝鮮半島・台湾、および山東半島以南の中国の温帯から亜熱帯に分布しており、日本国内では関東地方以西に分布している。二見の大ムクはムクノキの代表的な大木であるとして、1957年（昭和32年）5月8日に国の天然記念物に指定された。

## 解説

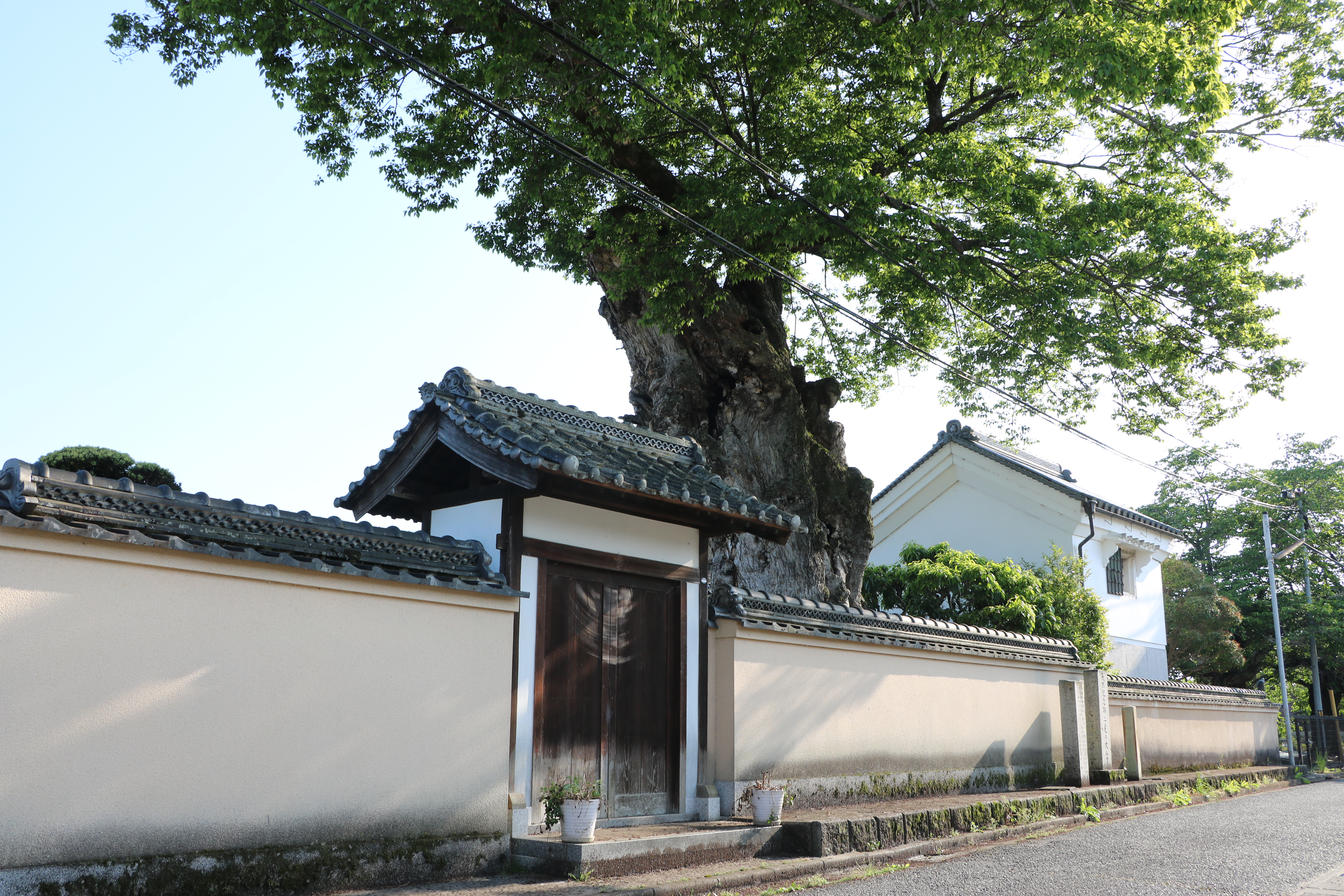
二見の大ムク。足立家の屋敷門や蔵に接して生育している。
2023年5月10日撮影。

二見の大ムクは奈良県中西部の五條市中心部にほど近い二見地区の旧家、足立家の庭に生育している。二見地区は吉野川北岸（右岸）の河岸段丘上に位置し、すぐ西側は和歌山県との県境があり、東側には新町通り（旧紀州街道）沿いに町屋が連なる重要伝統的建造物群保存地区・五條新町の古い町並みが残る歴史的な地区である。
国の天然記念物に指定されているムクノキのある足立家は、JR和歌山線大和二見駅前から国道24号を横切り、吉野川（紀の川）方面へ進んだ左手にある五條二見郵便局の南側に所在する。このムクノキは足立家の個人所有樹木であるが、同家北側の市道に沿った土塀の庭側（内側）壁面に接して生育しているため、ムクノキの枝葉が市道上に覆いかぶさるように繁っており、市道上から主幹や樹皮など、樹木の様子を観察することができる。
ムクノキの代表的な巨樹として、1957年（昭和32年）5月8日に「二見の大椋」の名称で国の天然記念物に指定された。推定樹齢は1000年とも言われており、地上約2メートル付近の主幹に「雷さんが掴んだところ」と呼ばれる瘤がある。目通り幹囲は約8.3メートル、根元周囲は約15.8メートル、指定当時の樹高は30メートルに達していた。しかし、指定から2年後の1959年（昭和34年）9月26日に和歌山県の潮岬に上陸した伊勢湾台風は奈良県下、五條市周辺でも大きな被害を出し、二見の大ムクも地上7メートル付近から分岐した支幹のうち、最大の幹が折損してしまった。幸い枯死することは免れたが、その後も台風などの暴風による被害を複数回受け、2010年（平成22年）での樹高は指定当時の半分ほどの15メートルほどになり、主幹には空洞ができ樹勢は衰えつつある。
このムクノキは当地では古くから知られた存在であり、五條周辺で歌われてきた手毬唄に次のような一節がある。
この歌詞に出てくるムクノキが二見の大ムクであり、当地域で代々親しまれてきた名木であることが分かる。所有する足立家は二見地区で代々医師を務める名家であるが、先祖は丹波国黒井城（現、兵庫県丹波市）城主の赤井直義の伯父であり、1579年（天正7年）に明智光秀に攻められ黒井城が落城した際に二見まで落ちのび、この地に居を構えたという。
二見地区には1608年（慶長13年）に松倉重政により二見城が築城されたものの、わずか8年後の1616年（元和2年）に肥前国島原（現、長崎県島原市）へ転封されたため、二見城は廃城となり今日では城跡の遺構は残されていない。しかし、重政が数年間の間に五條と二見を結ぶ街路として整備したのが今日の重伝建地区・五條新町であり、重政は諸役を免除して商人を集め、大和国と紀伊国を結ぶ交通の要所、旧紀州街道の宿場町として江戸時代を通じ繁栄する基盤を当地に築いた。足立家では地上に張った根の上に小さな社を置いて氏神として祀り、古くから往来の地にあり親しまれた二見の大ムクは「五條の守り本尊」として地域の人々に崇められている。

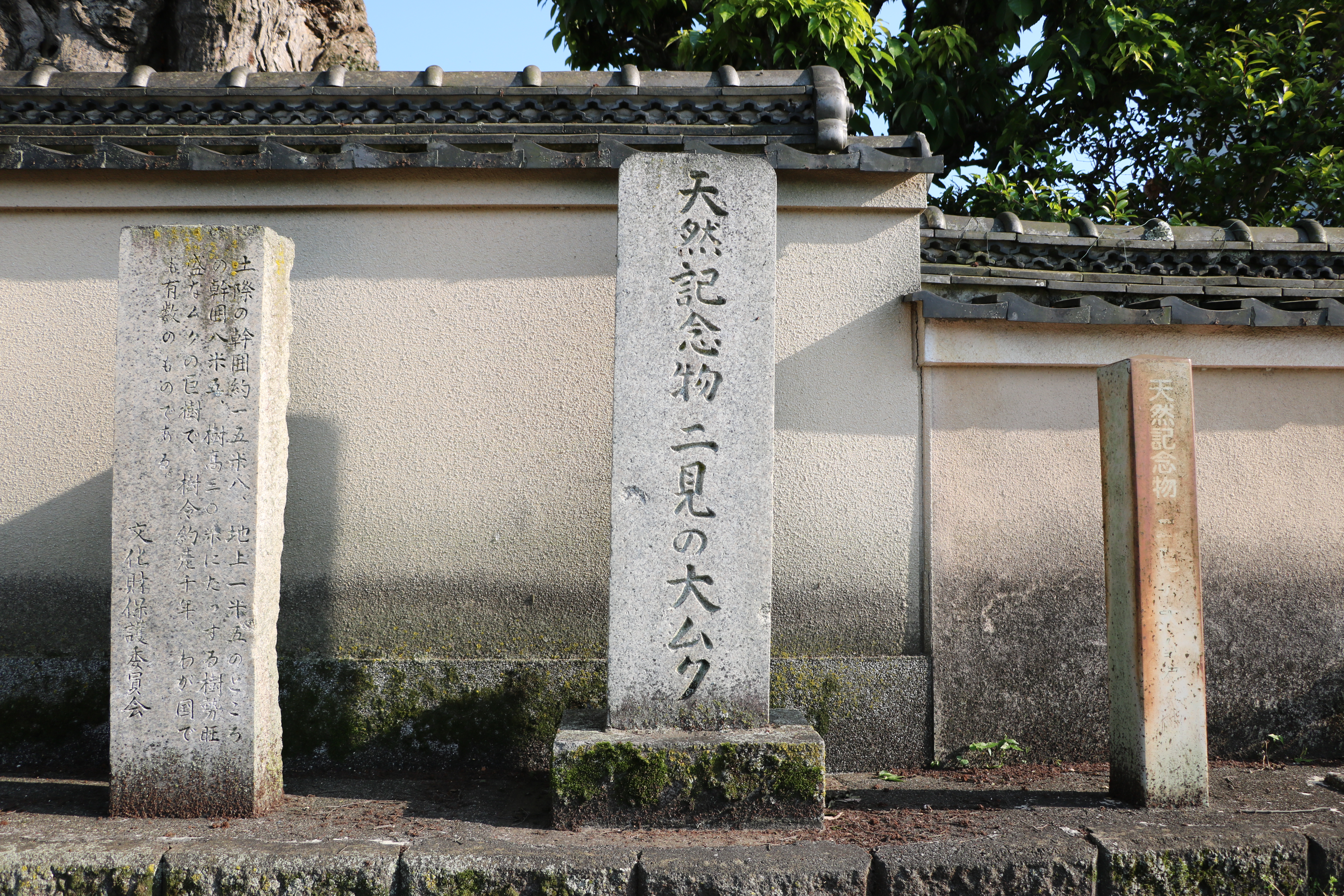
二見の大ムク。天然記念物指定石碑。
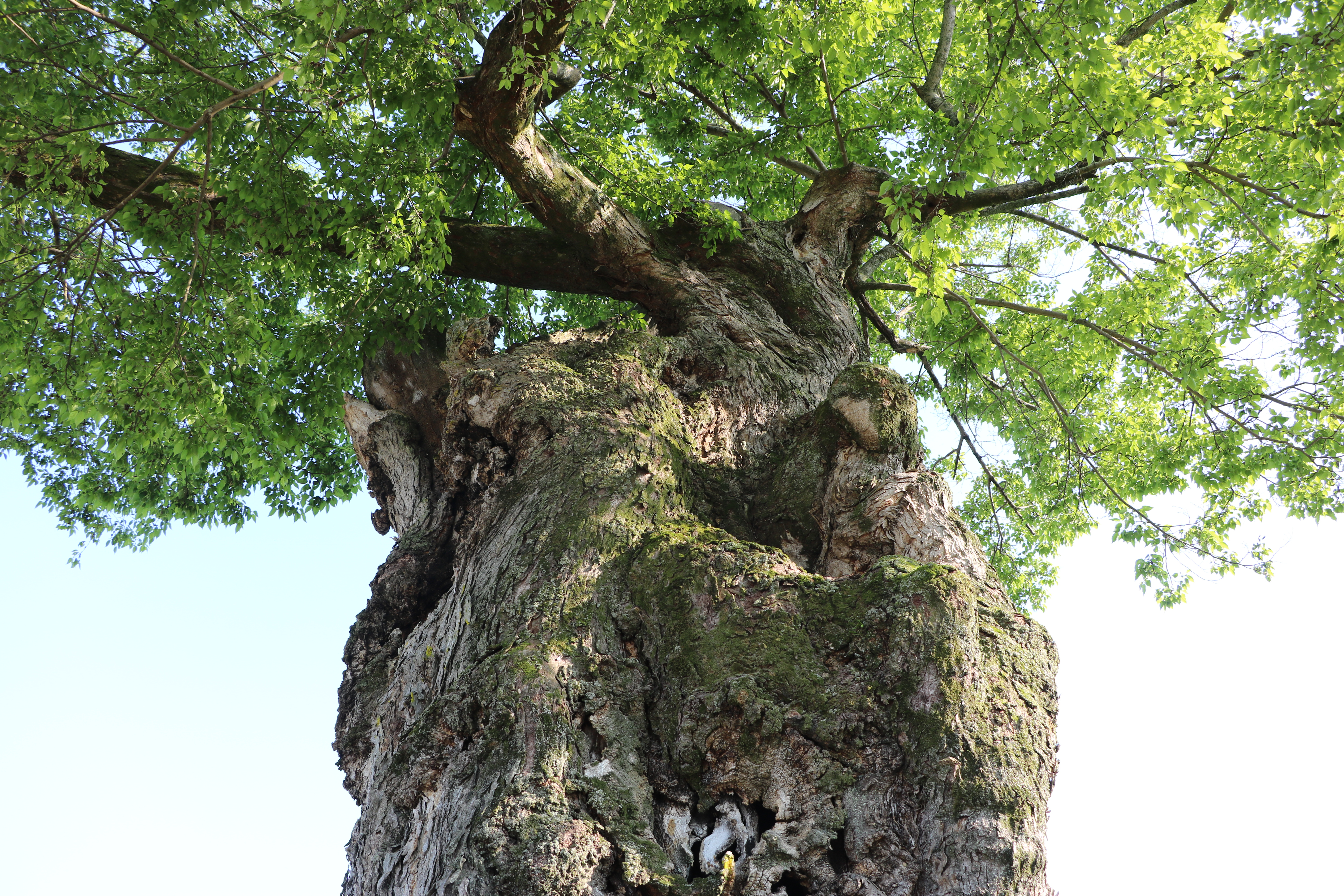
樹下から見上げた二見の大ムクの主幹。
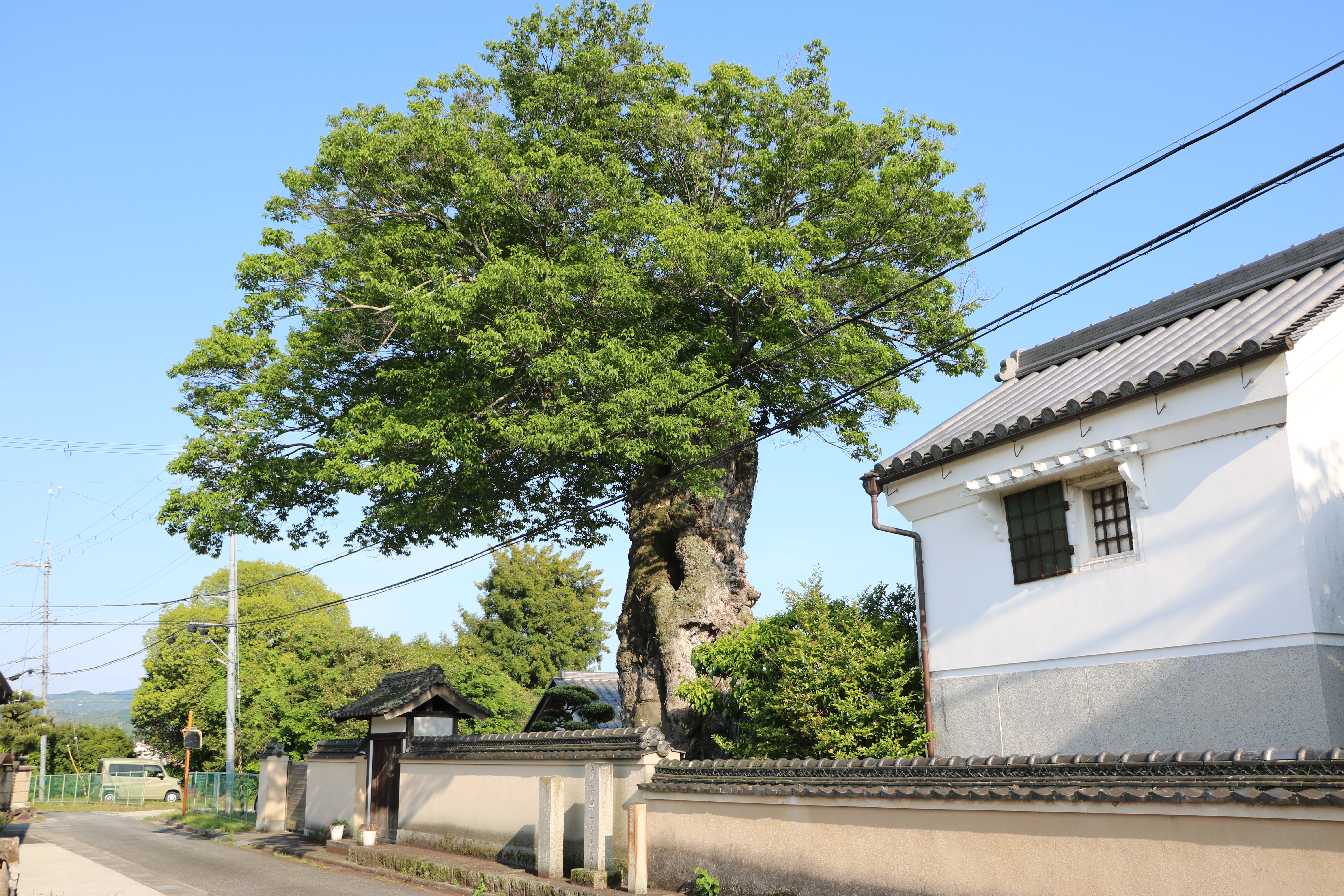
市道沿いの土塀に接して生育している。

## 交通アクセス
所在地
- 奈良県五條市二見4-6-39[9]。

交通
- JR和歌山線大和二見駅から徒歩約6分[12]。
- 京奈和自動車道五條インターチェンジから車で約10分。